# Symplocos tamana
Symplocos tamana är en tvåhjärtbladig växtart som beskrevs av Julian Alfred Steyermark. Symplocos tamana ingår i släktet Symplocos och familjen Symplocaceae. Inga underarter finns listade i Catalogue of Life.